# Passalozetes karppineni
Passalozetes karppineni är en kvalsterart som beskrevs av Mikhaltzova 1982. Passalozetes karppineni ingår i släktet Passalozetes och familjen Passalozetidae. Inga underarter finns listade i Catalogue of Life.